# Saburō Kurusu
Saburō Kurusu (来栖 三郎, Kurusu Saburō, 6 de março de 1886 – 7 de abril de 1954) foi um diplomata japonês. Ele é lembrado como um enviado que tentou negociar a paz com os Estados Unidos enquanto o governo japonês sob o Imperador Shōwa preparava secretamente o ataque a Pearl Harbor.
Como embaixador do Império do Japão na Alemanha Nazista de 1939 a novembro de 1941, ele assinou o Pacto Tripartite junto com os ministros das Relações Exteriores da Alemanha Nazista e da Itália Fascista em 27 de setembro de 1940. 

## Biografia

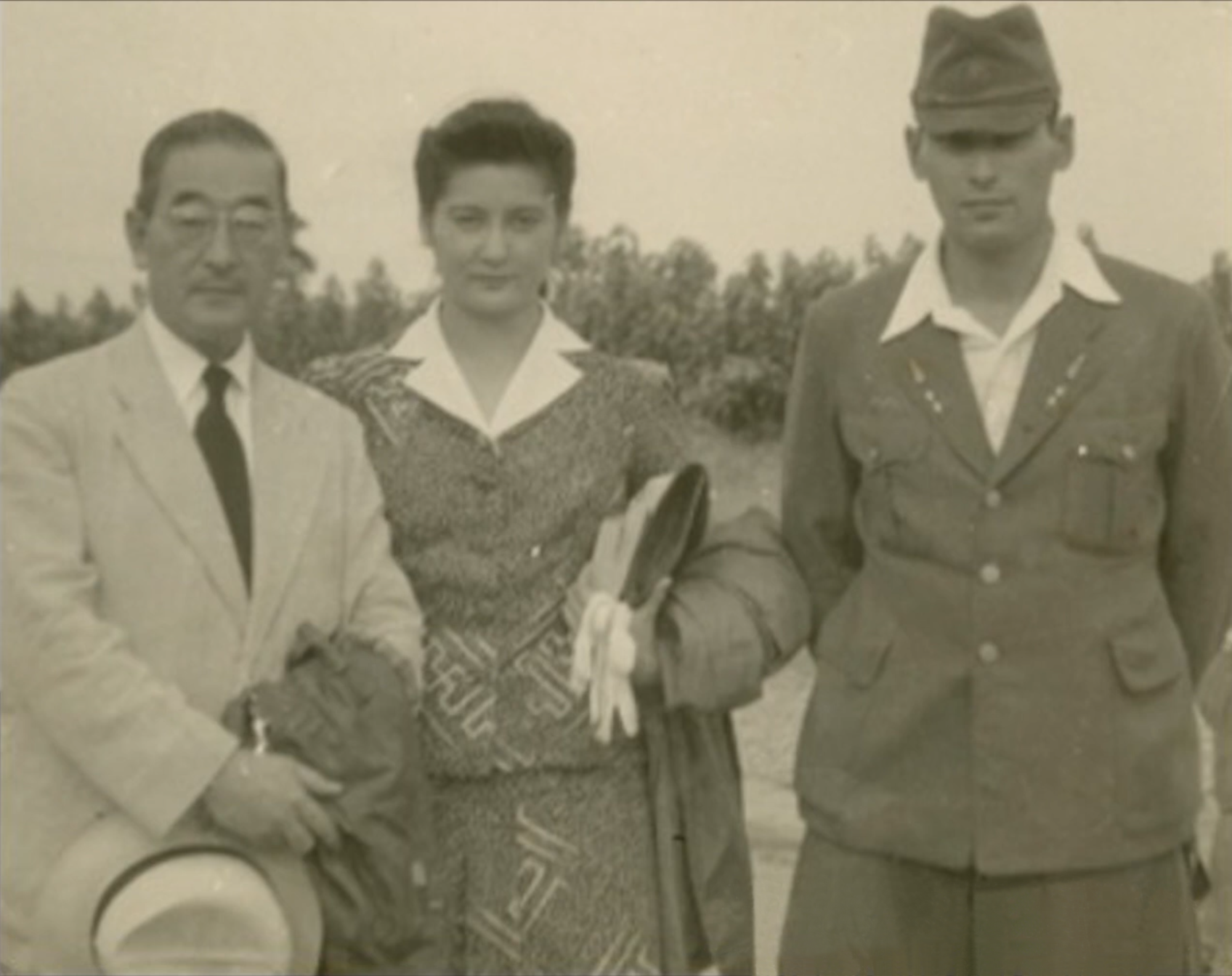
Saburo com sua esposa Alice e seu filho Ryo (c. 1941)

Kurusu nasceu em Yokohama, na Prefeitura de Kanagawa em 1886.  Ele se formou na Faculdade Comercial de Tóquio (hoje Universidade Hitotsubashi) em 1909. No ano seguinte, ingressou no serviço diplomático e, em 1914, veio pela primeira vez aos Estados Unidos como cônsul japonês em Chicago.  Durante seus seis anos de serviço em Chicago, Kurusu se casou com Alice Jay Little.   Ele teve três filhos, Ryō e uma filha, Jaye, ambos nascidos nos Estados Unidos; outra filha, Teruko Pia, nasceu na Itália em 1926.  Ambas as filhas se casaram com americanos e voltaram para os Estados Unidos.  Em agosto de 1947, Pia se casou com um ex-oficial de recreação do Exército dos EUA chamado Frank W. White, que trabalhava no departamento de guerra no Japão.  O casamento em Yokohama não contou com a presença de Saburo nem de sua mãe Alice.  Jaye se casou com William J. Maddox Jr, um soldado americano que mais tarde se tornaria um major-general. O único filho, Capitão Ryo Kurusu, morreu em um acidente em 1945. Kurusu não teve nenhum outro filho, embora um jornal americano tenha relatado erroneamente que "seu filho, o capitão Makoto "Norman" Kurusu, foi morto em um combate aéreo por Chiba".  Após a morte de Saburo, Alice Kurusu adotou uma menina.
Seu início na carreira em serviços diplomáticos internacionais abrangeu posições no Chile, Itália, Alemanha e Peru. Como cônsul japonês em Lima, Peru, em 1930, ele buscou mitigar a violência anti-japonesa, promovendo o assentamento de imigrantes japoneses em áreas rurais nas montanhas, em vez de nas zonas urbanas de Lima.  Kurusu foi promovido a diretor do Departamento de Comércio do Ministério das Relações Exteriores para negociar acordos comerciais. Em 1937, foi nomeado embaixador na Bélgica e, dois anos depois, embaixador na Alemanha. Em 27 de setembro de 1940, Kurusu assinou o Pacto Tripartite em Berlim em nome do Império Japonês, firmando um tratado militar e econômico de 10 anos entre a Alemanha, a Itália e o Japão. 

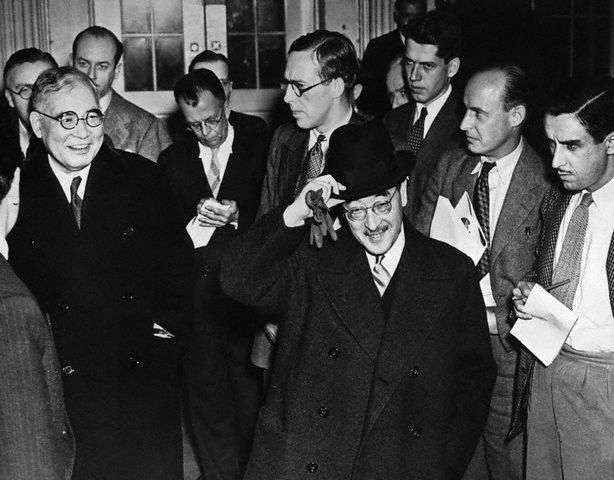
Embaixador Almirante Nomura (à esquerda) e Enviado Especial Kurusu após reunião com o Presidente Roosevelt na Casa Branca (27 de novembro de 1941)

Após as negociações de paz entre os Estados Unidos e o Japão terem fracassado em 1941, Kurusu foi enviado como "enviado especial" do governo imperial.  Ao chegar a Washington em 15 de novembro, Kurusu disse aos jornalistas: "Estou realmente feliz por estar aqui na capital do seu país. Estendo saudações a todos do fundo do meu coração."  Dois dias depois, o Secretário de Estado Cordell Hull levou Kurusu à Casa Branca para se encontrar com o Presidente Roosevelt. Em 20 de novembro, Kurusu apresentou a proposta do Japão de que os Estados Unidos cessassem a ajuda à China e retomassem as relações comerciais que haviam sido congeladas em dezembro de 1939. Em 26 de novembro, Hull transmitiu a nota de Hull, as exigências do presidente Roosevelt para que o Japão retirasse suas tropas da China e cortasse seus laços do Eixo com a Alemanha e a Itália como condição para a paz.  Kurusu analisou a demanda e respondeu: "Se esta é a atitude do governo americano, não vejo como um acordo é possível. Tóquio vai desistir disso." 

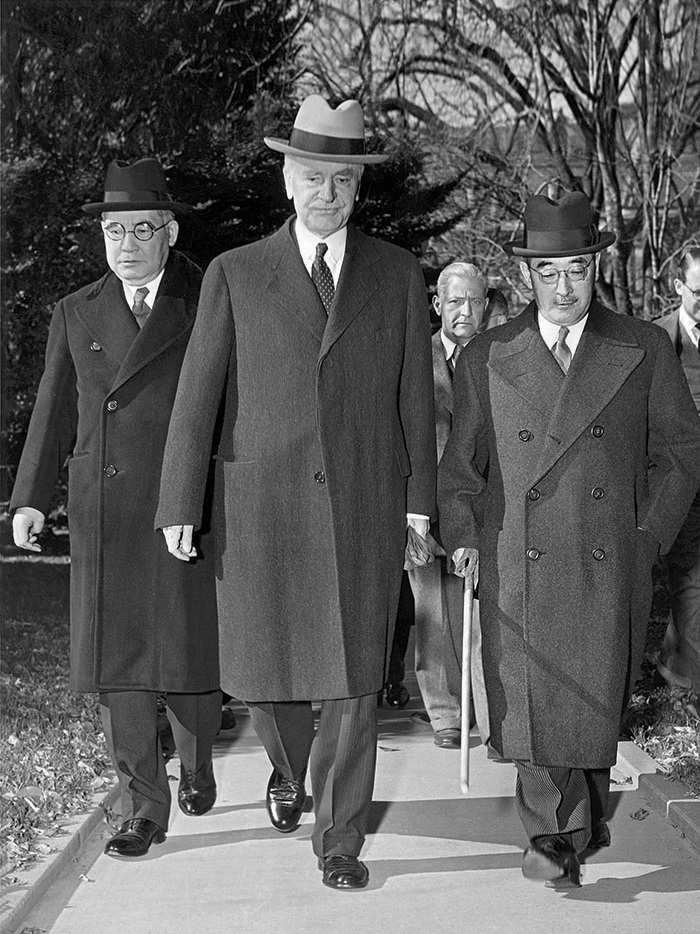
Nomura (esquerda) e Kurusu (direita) encontram Hull em 17 de novembro de 1941, apenas três semanas antes do ataque a Pearl Harbor (7 de dezembro de 1941)

Nas três semanas seguintes, Kurusu e o embaixador Kichisaburō Nomura continuaram a conversar com Hull enquanto aguardavam a resposta do Japão. Na tarde de 7 de dezembro, Kurusu entregou a resposta do Japão, rompendo relações e encerrando, "O Governo Japonês lamenta ter que notificar por meio deste o governo americano que, em vista da atitude do Governo Americano, ele não pode deixar de considerar que é impossível chegar a um acordo por meio de novas negociações."  Naquele momento, o bombardeio de Pearl Harbor havia começado. Inconscientes do que estava acontecendo, repórteres questionaram Kurusu e Nomura ao saírem do escritório de Hull. 'Esta é sua última conferência?' perguntou um, e Nomura, sem sorrir, não teve resposta. 'A embaixada emitirá uma declaração mais tarde?' perguntou outro, e Kurusu respondeu: 'Não sei.'"  Ao discursar no Congresso no dia seguinte, o Presidente Roosevelt disse: "Na verdade, uma hora depois de os esquadrões japoneses terem começado o bombardeamento em Oahu, o embaixador japonês nos Estados Unidos e o seu colega entregaram ao Secretário de Estado uma resposta formal a uma recente mensagem americana." 
Após o bombardeio de Pearl Harbor, Kurusu foi preso nos Estados Unidos em Hot Springs, Virgínia,  até que os Estados Unidos e o Japão negociassem uma troca de seu pessoal diplomático e cidadãos. Em junho de 1942, Kurusu navegou para Moçambique a bordo do transatlântico MS Gripsholm, que então trouxe de volta o embaixador americano no Japão, Joseph Grew, e outros americanos que haviam sido internados no Japão. Após a vitória dos Aliados no Japão, o tribunal militar americano eleito em fevereiro de 1946 decidiu não processar Kurusu ou Nomura.  Kurusu era professor visitante na Universidade de Tóquio e morava em uma propriedade rural em Karuizawa com sua esposa, Alice.
Assim como Nomura, Kurusu afirmou pelo resto da vida que não sabia dos planos para Pearl Harbor. “Deve parecer absurdo para você”, disse ele a Frank Robertson do INS, “mas é verdade. Os militaristas guardaram seu segredo extremamente bem”.  Ele morreu aos 68 anos.   Alice Kurusu morreu em 1973. 